# Maska przeciwgazowa MP-5

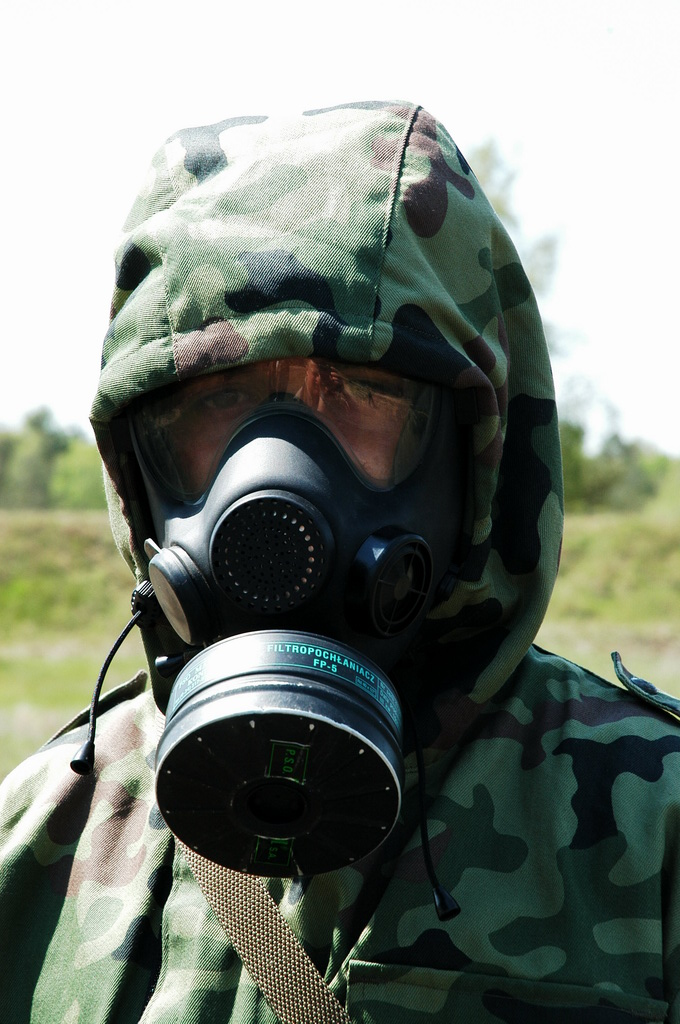
Maska MP-5

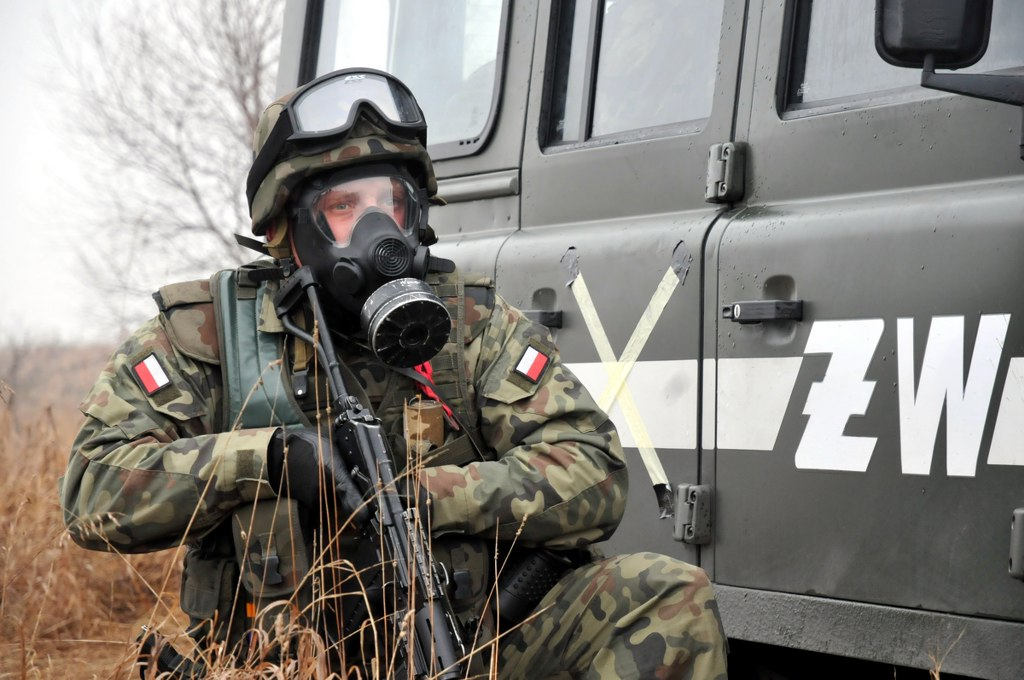
Żołnierz Żandarmerii Wojskowej w masce MP-5

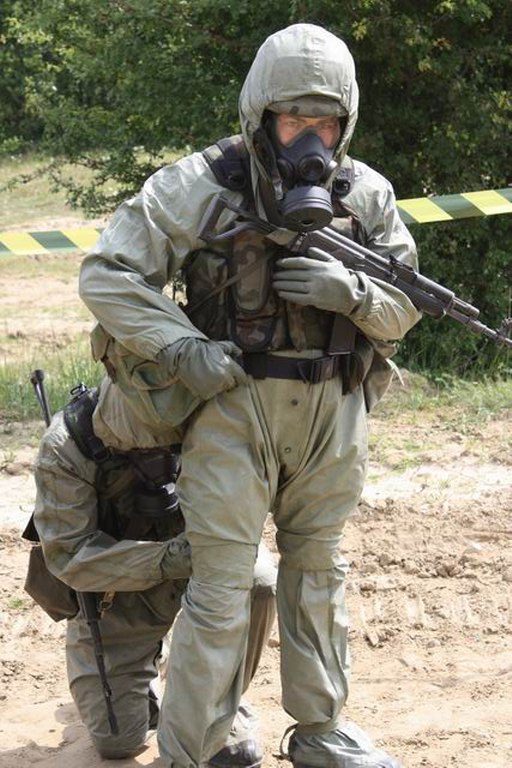
Żołnierze WP w maskach MP-5 i strojach ochronnych OP-1

Maska przeciwgazowa MP-5 – etatowa maska przeciwgazowa Sił Zbrojnych Rzeczypospolitej Polskiej. 

## Charakterystyka
Maska ta przeznaczona jest do ochrony dróg oddechowych użytkownika przed zawartymi w powietrzu środkami trującymi, pyłem radioaktywnym i aerozolami bakteryjnymi. Do ochrony przed toksycznymi środkami przemysłowymi typu amoniak czy tlenek węgla należy dodatkowo stosować filtropochłaniacze specyficzne (połączone szeregowo z podstawowym filtropochłaniaczem FP-5). Konstrukcja umożliwia także pobieranie płynów oraz prowadzenie rozmowy. Producentem masek jest obecnie firma Maskpol.

## Historia konstrukcji
W połowie lat 80. rozpoczęto w Zakładzie Ochrony Dróg Oddechowych Wojskowego Instytutu Chemii i Radiometrii w Warszawie prace nad nową maską przeciwgazową. Miała ona zastąpić wprowadzone wcześniej maski MP-4. Studium to miało roboczą nazwę MP-5.
Pierwszy projekt WIChiR posiadał dwa wkręcane pochłaniacze (po bokach, zapewniało to mniejszy opór wdechu). Posiadał także nagłowię od maski MP-4 i okulary z poliwęglanu. Jednakże ostatecznie zastosowano jeden pochłaniacz umiejscowiony centralnie.

## Budowa maski

### Część twarzowa
Część twarzowa maski wykonana jest z tworzyw sztucznych. Posiada jeden duży poliuretanowy wizjer. Gniazdo montażowe pochłaniacza umiejscowione jest w dolnej części maski. Po prawej stronie maski umiejscowiony jest zawór serwisowy (do podawania płynów oraz badania szczelności maski w atmosferze nieskażonej), a po lewej zawór wydechowy.

### Pochłaniacz
Do maski przeznaczony jest filtropochłaniacz FP-5 (gwint według standardów NATO). Można stosować też inne filtropochłaniacze z gwintem w standardzie NATO.

### Skład zestawu
Maska przeciwgazowa MP-5 przechowywana jest w torbie następująco:
- część twarzowa – kieszeń główna
- filtropochłaniacz – kieszeń główna
- bidon i wężyk łączący urządzenie do picia – kieszeń boczna
- taśmy nośne torby – kieszeń boczna mała
- dolna kieszeń boczna stanowi miejsce na pakiet przeciwchemiczny

### Rozmiary
Maska występuje w 4 rozmiarach:
- Rozmiar 1 – wysokość twarzy (Odległość w linii prostej od podbródka do wgłębienia nosowo-skroniowego): powyżej 127 mm
- Rozmiar 2 – wysokość twarzy: od 116 do 127 mm, obwód twarzy (po linii owalnej, poprzez uszy, podbródek oraz ponad brwiami) powyżej 605mm
- Rozmiar 3  – wysokość twarzy: od 116 do 127 mm, obwód twarzy poniżej 605mm
- Rozmiar 4 – wysokość twarzy: poniżej 116 mm

### Parametry techniczne maski[3]
Opór wdechu przy ciągłym przepływie powietrza o natężeniu:
- 30 dm³/min – 175 Pa
- 160 dm³/min – 1500 Pa

Opór wydechu przy ciągłym przepływie powietrza o natężeniu:
- 30 dm³/min – 80 Pa
- 160 dm³/min – 300 Pa

Masa maski (część twarzowa z filtropochłaniaczem):
- 800g

Drożność urządzenia do picia:
- 200 cm³/min